# Stenobothrus
Stenobothrus is een geslacht van rechtvleugeligen uit de familie veldsprinkhanen (Acrididae). De wetenschappelijke naam van dit geslacht is voor het eerst geldig gepubliceerd in 1853 door Fischer.

## Soorten
Het geslacht Stenobothrus omvat de volgende soorten:
- Stenobothrus amoenus Brisout de Barneville, 1850
- Stenobothrus apenninus Ebner, 1915
- Stenobothrus berberus Uvarov, 1942
- Stenobothrus bolivarii Brunner von Wattenwyl, 1876
- Stenobothrus bozcuki Çiplak, 1994
- Stenobothrus burri Karabag, 1953
- Stenobothrus carbonarius Eversmann, 1848
- Stenobothrus caucasicus Dovnar-Zapolskij, 1927
- Stenobothrus clavatus Willemse, 1979
- Stenobothrus cobresianus Bey-Bienko, 1949
- Stenobothrus cotticus Kruseman & Jeekel, 1967
- Stenobothrus crassipes Charpentier, 1825
- Stenobothrus croaticus Ramme, 1933
- Stenobothrus derrai Harz, 1988
- Stenobothrus divergentivus Shiraki, 1910
- Stenobothrus eurasius Zubovski, 1898
- Stenobothrus festivus Bolívar, 1887
- Stenobothrus fischeri Eversmann, 1848
- Stenobothrus formosanus Shiraki, 1910
- Stenobothrus fumatus Shiraki, 1910
- Stenobothrus graecus Ramme, 1926
- Stenobothrus grammicus Cazurro y Ruiz, 1888
- Stenobothrus kirgisorum Ikonnikov, 1911
- Stenobothrus limosus Walker, 1870
- Stenobothrus lineatus Panzer, 1796
- Stenobothrus luteipes Walker, 1871
- Stenobothrus magnus Shiraki, 1910
- Stenobothrus maroccanus Uvarov, 1942
- Stenobothrus minor Shiraki, 1910
- Stenobothrus minutissimus Bolívar, 1878
- Stenobothrus miramae Dirsh, 1931
- Stenobothrus mistshenkoi Woznessenskij, 1998
- Stenobothrus newskii Zubovski, 1900
- Stenobothrus nigromaculatus Herrich-Schäffer, 1840
- Stenobothrus olgaephilus Storozhenko, 1985
- Stenobothrus palpalis Uvarov, 1927
- Stenobothrus posthumus Ramme, 1931
- Stenobothrus pyrenaeus Saulcy, 1887
- Stenobothrus rubicundulus Kruseman & Jeekel, 1967
- Stenobothrus rufescens Ström, 1783
- Stenobothrus selmae Ünal, 1999
- Stenobothrus stigmaticus Rambur, 1838
- Stenobothrus subrufescens Walker, 1871
- Stenobothrus sviridenkoi Ramme, 1930
- Stenobothrus tadzhicus Mishchenko, 1951
- Stenobothrus umbrifer Walker, 1871
- Stenobothrus ursulae Nadig, 1986
- Stenobothrus werneri Adelung, 1907
- Stenobothrus zubowskyi Bolívar, 1899